# The Irish Times
The Irish Times és un diari irlandès de gran format fundat el 29 de març de 1859. L'editor des de 2017 és Paul O’Neill, que va succeir a Kevin O’Sullivan el 2011. És publicat tots els dies excepte el diumenge. Durant la segona meitat del 2009 tenia una tirada de 106.926 exemplars diaris.
Tot i que es va formar com un diari nacionalista irlandès protestant, en les últimes dues dècades i sota nous propietaris s'ha convertit en un portaveu dels unionistes, que reclamen que Irlanda mantingui vincles estrets o es converteixi en part del Regne Unit.

## Coll·laboradors famosos
- Garret FitzGerald
- Flann O'Brien
- Maeve Binchy